# Peđar Jalvi

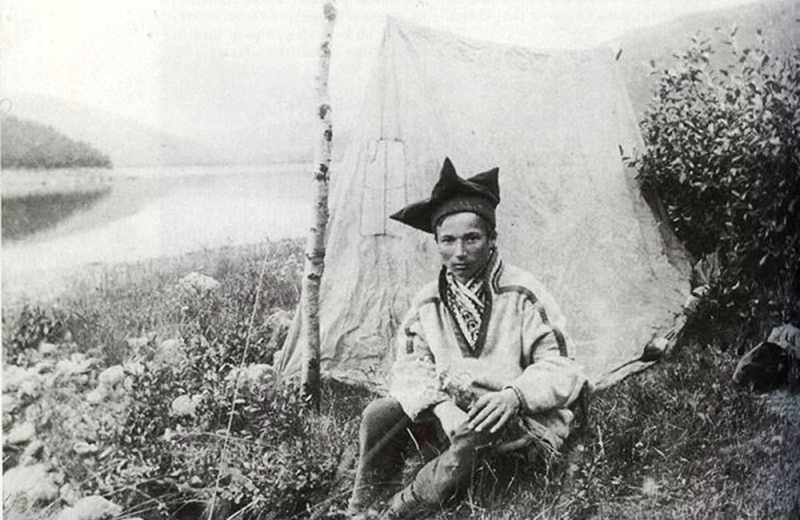

Peđar Jalvi, född 10 april 1888 i byn Outakoski i Utsjoki kommun i Finland, död 8 augusti 1916 i Enare, var den första samiskspråkiga författaren i Finland.
Peđar Jalvi utbildade sig på lärarseminariet i Jyväskylä, där han tog examen 1915. Inspirerad av saminationella strömningar på skolan samlade han i sin hembygd in samiska berätterlser och poem, som senare postumt tryckes 1966 som Sabmelaččai maidnasak ja muihtalusak. 
Han var lärare i Savitaipale och publicerade sin första bok, Muohtačalmmit (Snöflingor), med egna medel 1915. Den är en samling av dikter och berättelser. Han var bland de allra första som använde skriven samiska som ett litterärt språk. 
Peđar Jalvi var också känd under namnen:
- Pekka Pohjansäde
- Piera Klemetinpoika Helander
- Lemehaš-Biehtár

Han dog redan vid 28 års ålder i tuberkulos,